# David Krummenacker
David Krummenacker (El Paso, 24 maggio 1975) è un ex mezzofondista statunitense, specializzato negli 800 metri piani.

## Biografia
Studiò alla Las Cruces High School nello stato del Nuovo Messico terminandola nel 1993. Ai Mondiali indoor 2003 vinse una medaglia d'oro negli 800 m piani superando il danese Wilson Kipketer (medaglia d'argento).

## Palmarès
| Anno | Manifestazione  | Sede       | Evento      | Risultato | Prestazione | Note |
| ---- | --------------- | ---------- | ----------- | --------- | ----------- | ---- |
| 2003 | Mondiali indoor | Birmingham | 800 m piani | Oro       | 1'45"69     |      |

## Campionati nazionali
1998
- 8º ai campionati statunitensi, 1500 m piani - 3'40"82
- Oro ai campionati statunitensi indoor, 800 m piani - 1'47"52

1999
- 9º ai campionati statunitensi, 1500 m piani - 3'42"05

2000
- 12º ai campionati statunitensi, 1500 m piani - 3'50"50

2001
- Oro ai campionati statunitensi, 800 m piani - 1'47"40
- 6º ai campionati statunitensi indoor, 800 m piani - 1'48"57

2002
- Oro ai campionati statunitensi, 800 m piani - 1'47"24

2003
- Oro ai campionati statunitensi, 800 m piani - 1'45"53
- Oro ai campionati statunitensi indoor, 800 m piani - 1'50"59

2004
- 4º ai campionati statunitensi, 800 m piani - 1'45"67

2005
- Argento ai campionati statunitensi, 800 m piani - 1'46"80

2006
- 6º ai campionati statunitensi, 800 m piani - 1'46"50
- Argento ai campionati statunitensi indoor, 800 m piani - 1'47"25

## Altre competizioni internazionali
1996
- 5º al DN Galan ( Stoccolma), 800 m piani - 1'46"73

1999
- 5º al DN Galan ( Stoccolma), 1000 m piani - 2'16"63
- Argento al Prefontaine Classic ( Eugene), 800 m piani - 1'46"88

2001
- 7º al DN Galan ( Stoccolma), 800 m piani - 1'45"89

2002
- Bronzo in Coppa del mondo ( Madrid), 800 m piani - 1'45"14
- 8º al Prefontaine Classic ( Eugene), miglio - 3'56"45
- Argento al DN Galan ( Stoccolma), 1500 m piani - 3'31"93
- 4º al Memorial Van Damme ( Bruxelles), 800 m piani - 1'43"92

2003
- 9º al DN Galan ( Stoccolma), 1500 m piani - 3'35"93
- 8º al Golden Gala ( Roma), 800 m piani - 1'44"88
- 8º ai Bislett Games ( Oslo), 800 m piani - 1'45"51

2004
- 15º al Golden Spike ( Ostrava), 1500 m piani - 3'38"59

2005
- Argento ai Bislett Games ( Oslo), 800 m piani - 1'45"98
- Argento al Golden Gala ( Roma), 800 m piani - 1'46"11

2006
- 10º allo Shanghai Golden Grand Prix ( Shanghai), 1500 m piani - 3'40"82
- 4º all'ISTAF Berlin ( Berlino), 800 m piani - 1'45"65